# جورج فيشر (صحفي)
جورج فيشر (بالإنجليزية: George Fisher)‏ هو صحفي أمريكي، ولد في 18 ديسمبر 1909، وتوفي في 9 ديسمبر 1987.

## وصلات خارجية
- جورج فيشر على موقع IMDb (الإنجليزية)
- جورج فيشر على موقع قاعدة بيانات الفيلم (الإنجليزية)